# My Columbae
My Columbae (μ Col / μ Columbae) ist ein etwa 1900 Lichtjahre von der Erde entfernter Stern der Spektralklasse O9.5 im Sternbild Taube. Mit einer scheinbaren Helligkeit von 5,2 mag ist er mit bloßem Auge noch sichtbar. Seiner Spektralklasse entsprechend rotiert My Columbae mit einer Umdrehungsdauer von weniger als 1,5 Tagen ziemlich rasch, während z. B. die Sonne mit einem fast fünfmal kleineren Durchmesser 25,4 Tage für eine volle Umdrehung benötigt. Durch seinen starken Sternwind verliert My Columbae 0,1 Millionstel Sonnenmassen pro Jahr.
Zusammen mit AE Aurigae und 53 Arietis gehört My Columbae zur Gruppe der sogenannten Runaway-Sterne. Die drei Sterne entfernen sich mit hohen Raumgeschwindigkeiten von der Orion-Assoziation. Ihre Geschwindigkeiten und Bewegungsrichtungen lassen darauf schließen, dass sie sich vor etwa 2,5 Millionen Jahren in der Nähe des heutigen Trapezes im Sternbild Orion befanden, aus der Orion-Assoziation herausgetrieben wurden und dabei in unterschiedlichen Richtungen davonflogen. Laut einer Theorie bildeten die drei Sterne ursprünglich mit einem massereicheren vierten Stern ein Mehrfachsystem im Orion, bis diese vierte Komponente aufgrund ihrer großen Masse als Supernova explodierte und die dabei freiwerdende Energie die anderen drei Sterne aus der Orion-Assoziation herausschleuderte. Sehr schnell bewegte sich dann etwa My Columbae von der Erde aus gesehen von seinem Ursprungsort im Orion zu seiner heutigen Position im Sternbild Taube. Eine andere Theorie lautet, dass die drei Runaway-Sterne aufgrund zufälliger zu großer Annäherung an andere massive Sterne durch gravitative Wechselwirkung aus der Orion-Assoziation geworfen worden sein könnten.
Professor Jim Kaler nimmt aber aufgrund neuer Berechnungen an, dass nur AE Aurigae und My Columbae Teil zweier Doppelsternsysteme waren, die einander vor 2,5 Millionen Jahren nahe der heutigen Trapezsterne (die damals noch nicht existierten) zu nahe kamen, so dass die beiden Runaway-Sterne weggeschleudert wurden und nun mit 200 km/s voneinander wegstreben, während die beiden übrigen Sterne zurückblieben und den heutigen Doppelstern Nair Al Saif im Orion bildeten.
Aufgrund seiner großen Masse (etwa die 12fache der Sonne) wird My Columbae als Supernova explodieren und später als Pulsar ungewöhnlich schnell hoch über der galaktischen Ebene seine Bahn ziehen.